# Aleš Jeseničnik
Aleš Jeseničnik, slovenski nogometaš, * 28. junij 1984, Velenje.
Jeseničnik je nekdanji profesionalni nogometaš, ki je igral na položaju branilca. Celotno kariero je igral za slovenske klube Rudar Velenje, Domžale in ob koncu Mons Claudius. Skupno je v prvi slovenski ligi odigral 180 tekem in dosegel en gol. Bil je tudi član slovenske reprezentance do 16, 17, 20 in 21 let.